# Kortenhoeven
Kortenhoeven (51° 58′ N, 5° 03′ L) é uma cidade dos Países Baixos, na província de Utrecht. Kortenhoeven pertence ao município de Vijfheerenlanden, e está situada a 5 km, a sul de IJsselstein.
A área de Kortenhoeven, que também inclui as partes periféricas da cidade, bem como a zona rural circundante, tem uma população estimada em 140 habitantes.